# Casaletto di Sopra
Casaletto di Sopra (lombardul: Casalèt da Sura) település Olaszországban, Lombardia régióban, Cremona megyében. Lakosainak száma 507 fő (2023. január 1.). Casaletto di Sopra Barbata, Camisano, Fontanella, Offanengo, Ricengo, Romanengo, Soncino és Ticengo községekkel határos.

## Népesség
A település népességének változása:
| Lakosok száma | 564  | 557  | 540  | 507  |
|               | 2013 | 2017 | 2018 | 2023 |